# Fontaine Font Crimosana de Châlus
La fontaine Font Crimosana est située place de la fontaine à Châlus. 

## Description et historique
La fontaine est située au centre du bourg, sur une place bordée de commerces, qui accueillait autrefois les halles de Châlus. Sa base est entourée d'un pavement de pierre. Elle possède une structure maçonnée ancienne du XIXe siècle. Elle est surmontée d'une colonne et d'une vasque circulaire en fonte de couleur verte. La colonne et la vasque sont moulurées. 
En 2007, la fontaine a été ornée d'écailles de porcelaine de Limoges par l'artiste porcelainier Yann Fayaud. Elle a été inaugurée le 24 juin et rebaptisée à cette occasion Font Crimosana, ou fontaine aux larmes en occitan, lors de la Félibrée. Une plaque commémorative a été apposée à sa base. Ces ornements contemporains contrastent avec l'ensemble au caractère ancien et d'inspiration plus rustique.